# Karl von Amira
Karl von Amira (Aschaffenburg, 1848 – Monaco di Baviera, 1930) è stato un giurista, storico e filologo tedesco.
Insegnante all'università di Friburgo (1875-1892) e a Monaco (1892-1930), seppe armonizzare la perizia filologica con la visione dogmatica, ottenendo così una perfetta ricostruzione degli antichi testi di diritto nordico.

## Opere
- Erbenfolge und Verwandtschaftsgliederung nach den alt-niederdeutschen Rechten, Ackermann, München 1874  Digitalisat.
- Das Endinger Judenspiel (Herausgeberschaft), Halle 1883
- Thierstrafen und Thierprocesse, in: Mittheilungen des Instituts für österreichische Geschichtsforschung, XII. Band, 4. Heft, S. 545–601. Separatdruck: Innsbruck 1891, (PDF)
- Die Dresdner Bilderhandschrift des Sachsenspiegels. Erster Band: Facsimile der Handschrift, Leipzig 1902. Zweiter Band: Erläuterungen Teil I, Leipzig 1925 und Teil II, Leipzig 1926
- Die Handgebärden in den Bilderhandschriften des Sachsenspiegels (= Abhandlungen der Bayerischen Akademie der Wissenschaften, Philosophisch-Philologische und Historische Klasse; Bd. 23, 2), München 1905
- Der Stab in der germanischen Rechtssymbolik (= Abhandlungen der Bayerischen Akademie der Wissenschaften, Philosophisch-Philologische und Historische Klasse; Band 25, 1). München 1909 ( Rezension in der ZRG (archiviato dall'url originale il 4 settembre 2021))
- Grundriß des germanischen Rechts (= Grundriß der Germanischen Philologie; Band 5). 3. Auflage Strassburg 1913
- Die Neubauersche Chronik (= Sitzungsberichte der Königlichen Bayerischen Akademie der Wissenschaften, Philosophisch-philologische und historische Klasse; Jg. 1918, 9), München 1918
- Die germanischen Todesstrafen. Untersuchungen zur Rechts- und Religionsgeschichte (= Abhandlungen der Bayerischen Akademie der Wissenschaften, Philosophisch-philologische und Historische Klasse; Bd. 31, 3). München 1922